# Maladie de Charcot-Marie-Tooth type 4
 (janvier 2013).
 Mise en garde médicale
La maladie de Charcot-Marie-Tooth type 4 présente la triade classique des neuropathies de maladies de Charcot-Marie-Tooth : faiblesse musculaire des muscles distaux avec atrophie musculaire, une perte de la sensibilité et pieds creux.
Elle se caractérise par son mode de transmission récessive et par son caractère démyélinisant.
Il existe dix sous-types dont la distinction est à la fois clinique et génétique.

## Causes
Le tableau ci-dessous résument les différents sous-types, la fréquence, les gènes, les chromosomes et les protéines impliqués dans la CMT4.
| Sous type | Fréquence | Gène             | Chromosome | Protéine |
| --------- | --------- | ---------------- | ---------- | -------- |
| CMT4      |           | CTDP1            |            |          |
| CMT4A     |           | GDAP1            | 8q21       |          |
| CMT4B1    |           | MTMR2            | 11q23      |          |
| CMT4B2    |           | SBF2             | 11p15      |          |
| CMT4B3    |           | SBF1             |            |          |
| CMT4C     |           | KIAA 1985,SH3TC2 | 5q32       |          |
| CMT4D     |           | NDRG1            | 8q24       |          |
| CMT4E     |           | EGR2,MPZ         | 10q21      |          |
| CMT4F     |           | PRX              | 19q13      |          |
| CMT4G     |           | HK1              | 10q23      |          |
| CMT4H     |           | FGD4             | 12q12      |          |
| CMT4J     |           | FIG4             | 6q21       |          |
| CMT4K     |           | SURF1            |            |          |

## Incidence et prévalence
La prévalence des neuropathies héréditaires est estimée à 30 pour 100 000. La prévalence de la maladie de Charcot-Marie-Tooth type 4 est assez rare et limité à certaines populations, notamment tsiganes ou méditerranéennes.

## Conseil génétique

### Mode de transmission
Transmission autosomique récessive

## Sources
- CMT-Mag 86, janvier-février-mars 2012, p. 5[source insuffisante]
- (en) GeneTests: Medical Genetics Information Resource (database online). Copyright, University of Washington, Seattle. 1993-2005
- (en) Thomas D Bird « Charcot-Marie-Tooth Neuropathy Type 4 (Synonym: CMT4) », GeneReviews [Internet], dernière relecture le 17 avril 2014.